# Wojciech Tajner
Wojciech Tajner (* 24. Juni 1980 in Zebrzydowice) ist ein ehemaliger polnischer Skispringer.

## Werdegang
Tajner, der für den Verein KS Wisła Ustronianka startete, bestritt sein erstes internationales Springen beim Weltcup am 27. Januar 2002 im Teamspringen gemeinsam mit Krystian Długopolski, Grzegorz Śliwka und Marcin Bachleda. Das Team belegte auf der Großschanze in Sapporo am Ende den 10. Platz. Es sollte jedoch für fast drei Jahre sein letzter Weltcup-Einsatz sein. Ab 2002 sprang Tajner im Continental Cup, konnte dort jedoch zwar Punkteränge aber keine vorderen Top-10-Platzierungen erreichen. Ende 2003 gelang ihm erneut der Sprung in den Nationalkader. So bestritt er am 29. Dezember 2003 das Springen auf der Großschanze in Oberstdorf im Rahmen der Vierschanzentournee 2003/04. Mit Platz 36 scheiterte er jedoch bereits im ersten Durchgang. Am 10. Januar 2004 konnte er beim Springen in Liberec mit Platz 24 seine ersten Weltcup-Punkte gewinnen. Der 24. Platz ist bis heute seine beste Einzelplatzierung im Weltcup. Nach drei weiteren Weltcup-Springen, von denen er nur in einem Springen in Zakopane Punkte gewinnen konnte, wurde er wieder in den Continental Cup versetzt und springt seitdem im dortigen Nationalkader für Polen. Am 1. August 2004 konnte er beim Teamspringen im Rahmen des Sommer-Grand-Prix 2004 in Hinterzarten mit der Mannschaft den 3. Platz erreichen und stand so erstmals in einem Profispringen auf dem Podium. Zuvor war ihm dies lediglich bei einem FIS-Rennen in Zakopane mit einem 2. Platz gelungen.
Die Continental-Cup-Saison 2003/04 war die erfolgreichste Saison für Tajner. Am Ende der Saison stand er mit 100 Punkten auf Platz 55 in der Cup-Gesamtwertung. In der Vorsaison wurde er lediglich 96. An den Erfolg der Saison 2003/04 konnte er jedoch nicht mehr anknüpfen und landete in den Folgesaisons nur jenseits des 100. Platzes in der Gesamtwertung. 2007 beendete er seine aktive Skisprungkarriere.
Bei den Veteranen-Weltmeisterschaften 2018 in Szczyrk gewann Tajner die Goldmedaille sowohl von der Skalite-Normalschanze als auch von der Mittelschanze in der Altersklasse 35–39. Inzwischen arbeitet er als Assistenztrainer des polnischen Juniorinnenkaders.
Wojciech Tajner ist der Cousin von Tomisław Tajner, der ebenfalls Skispringer ist. Dessen Vater Apoloniusz Tajner, der Onkel von Wojciech, war lange Zeit Trainer des polnischen Nationalkaders.

## Erfolge

### Weltcup-Platzierungen
| Saison  | Platz | Punkte |
| ------- | ----- | ------ |
| 2003/04 | 67.   | 009    |